# نمایش بزرگ
نمایش بزرگ (انگلیسی: The Great Show; کره‌ای: 위대한 쇼; لاتین‌نویسی اصلاح‌شده: Widaehan Syo) یک مجموعهٔ تلویزیونی کره جنوبی سال ۲۰۱۹ با بازی سونگ سونگ هون، لی سون-بین و لیم جو-هوان است. این مجموعه از ۲۶ اوت تا ۱۵ اکتبر ۲۰۱۹ روزهای دوشنبه و سه‌شنبه ساعت ۲۱:۳۰ (کی‌اس‌تی) از تی‌وی‌ان برای ۱۶ قسمت پخش شد.

## بازیگران

### اصلی
- سونگ سونگ هون در نقش وی ده هان
  - لی دو-هیون در نقش جوانی وی ده هان (قسمت ۱–۳)
  - کیم گون وو در نقش بچگی وی ده هان
- لی سون-بین در نقش جونگ سو هیون
- لیم جو-هوان در نقش کانگ جون هو